# Атика (Индијана)
Атика (енгл. Attica) град је у америчкој савезној држави Индијана.

## Демографија
По попису из 2010. године број становника је 3.245, што је 246 (-7,0%) становника мање него 2000. године.
| Група             | 2000.         | 2010.         |
| Белци             | 3.410 (97,7%) | 3.120 (96,1%) |
| Афроамериканци    | 1 (0,0%)      | 4 (0,1%)      |
| Азијати           | 4 (0,1%)      | 9 (0,3%)      |
| Хиспаноамериканци | 53 (1,5%)     | 77 (2,4%)     |
| Укупно            | 3.491         | 3.245         |